# Ctenognophos mibuaria
Ctenognophos mibuaria là một loài bướm đêm trong họ Geometridae.